# 寶林茶室中毒案
寶林茶室中毒案為2024年臺灣一宗重大集體食物中毒事件。3月下旬，臺北市信義區遠東百貨信義A13寶林茶室疑似處理食物不當導致滋生唐菖蒲伯克氏菌（學名：Burkholderia gladioli），並分泌邦克列酸（英語：Bongkrek acid），導致19日起有多名食客食物中毒就醫。截至6月12日止，該案已造成6人中毒致器官衰竭死亡。另有29人輕症抱恙，經治療後陸續返家休養。

## 經過

### 背景
寶林餐飲為馬來西亞人黎仿軒（英語：Barney）創立，前身為咖啡館，在2021年1月轉型為素食馬來西亞菜餐廳，於事發時共有五家分店，發生中毒事件的是遠百信義A13的寶林茶室（該店面租約於3月31日到期），另松山區饒河街42號的寶林咖啡館饒河店在事件發生有通報疑似案例，但後續並未檢出毒素證據。另有指黎過往經商生涯財政紀錄不佳，有欠債情事傳出。

### 事發
2024年3月22日，一名39歲呂姓男食客於寶林茶室食用素炒粿條，餐後返家陸續出現腹瀉、腹痛、心悸等症狀，同月23日到新北市立聯合醫院三重院區看診，以注射消炎藥物克多炎（Ketorolac）與止吐藥物美托拉麥（Metoclopramide）治療，當下症狀緩解，但返家後病情於24日凌晨急劇惡化，送往臺北馬偕紀念醫院搶救不治後病逝。第二位死者為新北市66歲楊姓男食客，也是吃完炒粿條後，陸續出現嚴重腹瀉及胸悶等症狀，送醫急救後仍因多重器官衰竭併發逝世。
同月26日，馬偕醫院通報一名食客於19日至餐廳用餐後陸續發生反胃、腹瀉、嘔吐等症狀，21日凌晨赴院急診，因肝衰竭轉加護病房救治。後續台北醫學大學附設醫院亦通報一名食客已被送加護病房救治，以葉克膜維生。其後陸續有多家醫療機構通報寶林茶室食客因食物中毒求醫案例共達十餘宗。
4月5日，4位重症分別於北醫、馬偕、三總等三院加護病房治療的病患，至同日止，2人意識陸續恢復，使用葉克膜之患者亦逐步好轉，正評估是否葉克膜裝置移除，另1人則持續昏迷。
同月15日，疾管局官網「寶林茶室食品中毒案個案追蹤專區」公布：一般病房之3人全歸屬返家休養狀態列。23日部分資料修正「返家休養者，自28人修正為29人」。

### 調查
3月27日上午，臺北地檢署公告正式著手偵辦此案，隨即會同警方及相關單位至餐廳現場蒐證，同時新北市衛生局會同衛生福利部食品藥物管理署進行販售餐廳食品廠商食材查核，衛福部亦緊急向國外訂購邦克列酸標準品供給檢驗所需。同日時任臺北市市長蔣萬安勒令餐廳位於臺北市內分店即日起停業後，臺北市政府衛生局立即以依據法規「食品安全衛生管理法」勒令業者所有分店暫停作業、並停止供應餐點。
28日，衛福部經進口商記錄發現彰化基督教醫院因其毒理實驗室需求而事前即已擁有邦克列酸標準品存貨，與院方聯繫並獲其立即無償提供，調查進度得以大幅加快；其後報告北檢與士檢會同檢察官至新北市板橋殯儀館驗屍並將樣本送交臺大法醫所分析，最終分析結果對邦克列酸呈陽性反應。同時也請求衛生福利部疾病管制署協助進行食品、環境分析，確認產生病菌原因為何。
同日上午，北檢檢察官再度邀刑事局、北市刑事警察大隊及信義分局召開專案會議，分工查訪被害人，同時對於分店監視錄影資料分析，並對查扣資料進行整理，會後決定約談廚師到案釐清案情。同日晚間胡姓廚師前往臺北市政府警察局信義分局接受偵訊，在警方訊問後，於深夜移送臺北地檢署由檢察官複訊。29日凌晨，胡姓廚師無保請回，同日下午臺北地檢署檢察官再以被告身分約談負責人黎仿軒、王姓店長、周姓主廚到案釐清案情，3人訊問後均無保請回，同時剛從大馬回臺的周姓主廚亦被列為被告及限制出境出海。
同月29日，2名死者遺體經解剖檢驗後，陸續驗出邦克列酸毒素。至31日止，共計12名食客驗出邦克列酸陽性反應。
4月1日，公布寶林咖啡館饒河店2名個案的採檢結果均為陰性，故排除出邦克列酸中毒通報案統計表外。
2日上午臺北市長蔣萬安於記者會上指出，3月24日遠百信義A13寶林茶室現場所採集的環境及生物跡證，已藉由台大法醫所於4月1日驗出邦克列酸毒素反應（含2刀具、1砧板及廚師其手部之生物跡證……等），7日疾管署澄清只有廚師手部跡證及其糞便檢體呈陽性反應。
7日下午，統計至17時30分止，通報共計34例，其中3月19日至24日的33例檢驗出邦克列酸皆呈陽性，僅有6日通報於3月18日用餐之個案的39歲女性在邦克列酸檢驗結果為陰性。而同月1日，北市採檢的4項檢體（遠百A13寶林茶室廚房的水果刀、菜刀、砧板及廚師的手部跡證檢體，僅有廚師手部跡證呈現邦克列酸陽性反應，其餘皆呈陰性。後再進一步用這些檢體試著培養細菌，但包含廚師手部跡證在內，4項檢體均無法培養出唐菖蒲伯克氏菌。另代班廚師除手部跡證被查出陽性反應外，其糞便亦呈現陽性反應但微量，而其血液反而呈現陰性反應，此是否有形似人體帶原的狀況，尚待進一步跡調釐清。

### 偵查結果與起訴
2025年1月，台北地檢署針對寶林茶室中毒案的5名相關人員完成調查，正式以違反《食品安全法》及《刑法》過失致人傷害與致死罪起訴，包括實際負責人黎仿軒、店長王順德、越南籍代班廚師胡清富及其他兩名涉案人員。調查報告指出，中毒事件與餐廳不當處理食材相關，其中可疑的唐菖蒲伯克氏菌污染被認為是毒素邦克列酸（Bongkrekic acid）的來源，但環境樣本的複製結果顯示該菌株在實驗室條件下難以培養，故無法確定完全感染路徑。

## 影響

### 學生營養午餐
直至2024年3月30日，臺灣共計11縣市暫停於中小學營養午餐使用粿條、粄條等食品；臺北市、新北市及桃園市則仍照常供應，但責令其各級亦須嚴格把關相關食材之品質。

### 譯名
原先邦克列酸於台灣並無特別翻譯，起初官方及媒體多直接引用中國大陸譯名「米酵菌酸」，此案發生後，民眾恐慌情緒令臺灣市面上相關米製品滯銷。農業部農糧署29日發表米酵菌酸僅為「Bongkrekic Acid」之中文譯名，其名稱與純米製品並無直接相關聯，而寶林茶室使用的粿條或河粉本身亦非純米製品。事發後為避免米製品汙名化，米酵菌酸在台灣更改譯名為「邦克列酸」。

### 農產
農業部表示，臺灣過往的確曾有腐敗的杏鮑菇和具鳳梨果腐病（學名：Diaporthe）的鳳梨被驗出唐菖蒲伯克氏菌，但並非會分泌邦克列酸的椰毒亞型，該亞型此前並無在地記錄，亦未曾在臺灣土壤中驗出，推測未生存在台灣土壤中。中研院院士何美鄉亦說中國廣州的食品採樣中曾發現3份此菌樣本。

### 責任險強制登錄作業
4月3日，衛福部食藥署宣布：「將比照汽機車強制險，與財政部、產險業者合作，要求業者主動登錄資訊，預計5月份上線」。

## 後續

### 退款
3月30日，遠百及大食代發出公告：「同月17至25日曾至寶林茶室信義店用餐之顧客，31日起憑發票證明及身分證件，至遠百信義A13可辦理現金退款」。

### 理賠
2024年3月29日，臺北市政府法務局要求國泰世紀產物保險從速開會研判遠東百貨購買該公司的商業綜合保險是否符合本案的理賠條件，法務局列席會議。國泰世紀產物保險在會後認定本案符合商業綜合保險的公共意外責任險部分，將寶林納入為附加被保險人。
2024年12月31日，台北市政府通過修正《台北市消費場所強制投保公共意外責任保險實施辦法》，擴大要求「供不特定人餐飲之場所」（酒吧除外）應強制投保公共意外責任險，原300平方米以上下修為150平方米以上，並新增投保食品中毒險。

### 醫患傳言
本案首名死者呂男遺孀於喪夫後曾被媒體報導稱其認為新北市立聯合醫院三重院區、馬偕臺北院區兩院存在醫療疏失而提告；但29日遺孀澄清並無此打算，並表示她是在丈夫死亡當天報案請檢察官相驗，以及向檢察官陳述完整就醫及醫療過程，而且她感謝院方於亡夫生前盡力搶救。

### 行政裁處
時任臺北市市長蔣萬安於2024年3月29日說明：「衛生局針對寶林在第一時間，並沒有如實告知有另一家分店，依法裁罰50萬，第二沒有保險部分裁罰200萬。」，另後續經查核，寶林旗下另有4家分店產品責任保險皆過期，故臺北市政府衛生局再開罰100萬元，本案累計行政罰鍰新臺幣350萬元。

## 反應
2024年3月27日網紅律師李怡貞對該案表示，以為是對岸的新聞...炒粿條我也愛吃捏，有沒有搞錯呀？而且到底是什麼原因吶？。醫藥記者洪素卿在臉書粉絲專頁《洪素卿的食品醫藥資訊網》上說，黎仿軒說的都是素食所以很安全，此言大錯特錯，因為病原菌吃葷也吃素。《聯合報》採訪藝人謝忻對該案表示，20日至寶林咖啡館饒河店消費，並曬出炒粿條的照片證明有去店內用餐，仍心有餘悸。並在Threads上發文表示，台灣的食安真的要加油耶。同日，一位死者的朋友們盛讚他有台大、政大的學歷，資歷豐富，是多家公司爭搶的百年難得行銷鬼才、惋惜還沒跟他吃到飯。而家屬則希望好朋友們要的話就放在心底就好。
同月28日炎亞綸在Facebook粉絲專頁上公布一張2023年8月份的寶林茶室外送訂單，表示自己去年曾點過該餐廳的食物，雖然不是這次出問題的粿條，但吃完當晚便出現噁心、呼吸困難的症狀。最後他經歷兩天的不適後漸漸康復，因此發文表示可以提供親身經歷用於警惕與查核，並希望能早日釐清事件真相。主持人陳沂對該篇文章表示，炎亞綸好不容易在me too事件跟耀樂達成和解，免於牢獄之災。可能是太急著想復出了，竟然出來蹭最近的寶林食安事件。同日，藝人歐陽靖表示，這次事件之後，也讓我這種外食族的觀念完全被顛覆了，原來，百貨公司、蔬食、熟食、名店、開放廚房、連鎖店，這些關鍵字並不等同於「食品安全」。
同月31日政治評論者郭正亮在節目《麥玉潔辣晚報》中表示，「要尊重科學」、「木耳是很常見的食物，過去怎麼都沒出過事？坦白講我真的不知道是哪裡出問題」、「今天中午老婆留一個很好吃素食在冰箱，我一打開是粿條，當場不敢吃」。
同年4月2日財經記者胡采蘋是一開始北市衛生局帶回的樣本太少，造成調查僵局。但如果採樣作法是SOP，那也無可指責，後續亦已確認北市衛生局作法符合現下SOP流程，惟後續經專家會議已修改疑似食品中毒事件流程。

## 外部連結
- 臺北市政府衛生局 - 寶林茶室食品中毒專區 （页面存档备份，存于）